# Aricia inhonora
Aricia inhonora är en fjärilsart som beskrevs av Jachontov 1909. Aricia inhonora ingår i släktet Aricia och familjen juvelvingar. Inga underarter finns listade i Catalogue of Life.